# Frederic (Wisconsin)
Frederic is een plaats (village) in de Amerikaanse staat Wisconsin, en valt bestuurlijk gezien onder Polk County.

## Demografie
Bij de volkstelling in 2000 werd het aantal inwoners vastgesteld op 1262. In 2006 is het aantal inwoners door het United States Census Bureau geschat op 1226, een daling van 36 (-2,9%).

## Geografie
Volgens het United States Census Bureau beslaat de plaats een oppervlakte van 4,2 km², waarvan 4,0 km² land en 0,2 km² water. Frederic ligt op ongeveer 370 m boven zeeniveau.

## Plaatsen in de nabije omgeving
De onderstaande figuur toont nabijgelegen plaatsen in een straal van 24 km rond Frederic.